# Капітан Фантастік
«Капітан Фантастік» (англ. Captain Fantastic) — американський драматичний фільм, знятий Меттом Россом. Світова прем'єра стрічки відбулась 23 січня 2016 року на Санденському кінофестивалі, а в Україні — 1 вересня 2016 року. Фільм розповідає про батька-ідеаліста, який виховує свою велику сім'ю подалі від всіх благ цивілізації.

## У ролях
- Вігго Мортенсен — Бен Кеш
- Джордж МакКей — Бодеван Кеш
- Саманта Іслер — Кілір Кеш
- Анналіза Бассо — Веспайр Кеш
- Ніколас Гамільтон — Релліан Кеш
- Кетрін Ган — Гарпер Бертранг
- Френк Ланджелла — Джек Бертранг
- Стів Зан — Дейв
- Ерін Моріарті — Клер МакКьюн
- Міссі Пайл — Еллен МакКьюн

## Виробництво
Зйомки фільму почались у липні 2014 року в Північному Вашингтоні.

## Нагороди й номінації
| Список нагород і номінацій                 | Список нагород і номінацій | Список нагород і номінацій             | Список нагород і номінацій | Список нагород і номінацій | Список нагород і номінацій |
| Кінопремія                                 | Дата церемонії             | Категорія                              | Номінант(и) | Результат                  | Дж                         |
| ------------------------------------------ | -------------------------- | -------------------------------------- | --- | -------------------------- | -------------------------- |
| Каннський кінофестиваль                    | 22 травня 2016             | Найкращий фільм «Особливого погляду»   | «Капітан Фантастік» | Номінація                  | [ 2 ]                      |
| Каннський кінофестиваль                    | 22 травня 2016             | Найкращий режисер «Особливого погляду» | Метт Росс | Номінація                  | [ 2 ]                      |
| Премія БАФТА                               | 12 лютого 2017             | Найкращий актор                        | Вігго Мортенсен | Номінація                  | [ 3 ]                      |
| Премія Гільдії кіноакторів США             | 29 січня 2017              | Найкращий актор                        | Вігго Мортенсен | Номінація                  | [ 4 ]                      |
| Премія Гільдії кіноакторів США             | 29 січня 2017              | Найкращий акторський склад             | Вігго Мортенсен, Джордж Мак-Кей, Саманта Іслер, Кетрін Ган, Стів Зан, Френк Ланджелла, Анналіса Бассо, Шрі Крукс Енн Дауд, Ніколас Гемілтон, Ерін Моріарті, Міссі Пайл, Чарлі Шотуелл | Номінація                  | [ 4 ]                      |
| Премія «Золотий глобус»                    | 8 січня 2017               | Найкращий актор (драма)                | Вігго Мортенсен | Номінація                  | [ 5 ] [ 6 ]                |
| Премія «Незалежний дух»                    | 25 лютого 2017             | Найкращий актор                        | Вігго Мортенсен | Номінація                  | [ 7 ]                      |
| Сіетльский міжнародний кінофестиваль       | 12 червня 2016             | Найкращий фільм                        | «Капітан Фантастік» | Перемога                   |                            |
| Міжнародний кінофестиваль у Карлових Варах | 2016                       | Приз глядачів                          | «Капітан Фантастік» | Перемога                   |                            |